# Jesus College (Oxford)
Pour les articles homonymes, voir Jesus College.
Le Jesus College est connu traditionnellement comme le collège « gallois » de l'université d'Oxford (en raison de ses affiliations ainsi que de son recrutement). Son nom complet est le Jesus College in the University of Oxford of Queen Elizabeth's Foundation car il fait partie des 39 Colleges de l'université d'Oxford.

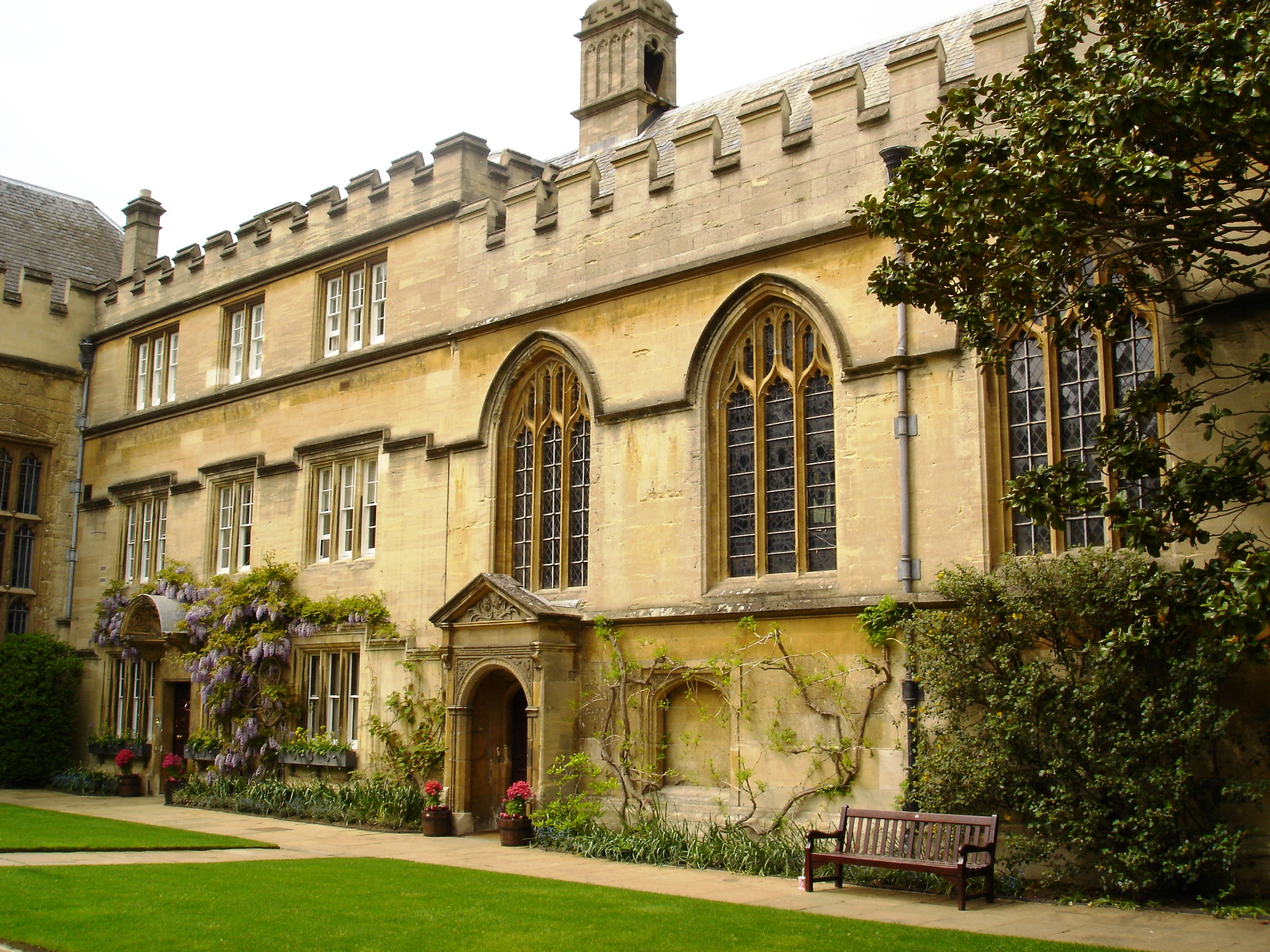
Jesus College (Oxford)

## Historique
L'établissement fut nommé « the first Protestant College in Oxford », et fut fondé par Élisabeth Ire en 1571 pour l'éducation du clergé.
Les bâtiments furent rénovés au début du XIXe siècle par l'architecte John Nash.

## Personnalités ayant étudié auJesus College
- David Chapman (1869-1958), chimiste.
- Thomas Coke (évêque) (1747-1814), théologien et missionnaire méthodiste
- Yuval Noah Harari (1976-), historien israélien
- T. E. Lawrence (1888–1935), « Lawrence d'Arabie ».
- Henry Lloyd (1720-1783), militaire gallois, auteur d'ouvrages d'histoire et de stratégie militaires.
- Andrew McIntosh (1933-2010), homme politique britannique. Membre du Parti travailliste.
- Norman Manley (1893-1969), homme politique jamaïcain, chef du gouvernement de la Jamaïque de 1955 à 1961.
- Harold Wilson (1916-1995), homme politique britannique. Premier ministre britannique de 1964 à 1970.

## Professeurs et enseignants célèbres
- Patricia Daley, géographe et spécialiste de l'Afrique